# Santiago Homenchenko
Santiago Damián Homenchenko Bianchi (Mercedes, 30 agosto 2003) è un calciatore uruguaiano, centrocampista del Querétaro, in prestito dal Pachuca.

## Biografia
Nato a Mercedes, ultimo di dieci fratelli, da padre di origine ucraina e madre di origine italiana.

## Carriera

### Club
Cresciuto nel vivaio del Danubio, dapprima passa al Plaza Colonia poi viene acquistato dal Peñarol nel 2022. Esordisce coi carboneros il 18 settembre seguente, sostituendo Brian Lozano al minuto 86 di Peñarol-Cerrito. Il 16 gennaio 2024 si trasferisce in Spagna al Real Oviedo, club di Segunda División, in prestito. A luglio 2024, con la medesima formula, passa al Mirandés. Il 9 agosto 2025 passa in prestito al Querétaro.

### Nazionale
Nel 2022 prende parte ai giochi sudamericani disputati in Paraguay.
L'8 maggio 2023, viene incluso da Marcelo Broli nella rosa della nazionale Under-20 uruguaiana partecipante al Mondiale di categoria in Argentina. Esordisce nella partita inaugurale della fase a gironi, subentrando ad Andrés Ferrari al minuto 73. Il percorso si è concluso con la vittoria dell'Uruguay, al suo primo titolo mondiale.

## Statistiche

### Presenze e reti nei club
Statistiche aggiornate al 22 dicembre 2024.
| Stagione        | Squadra         | Campionato      | Campionato | Campionato | Coppe nazionali | Coppe nazionali | Coppe nazionali | Coppe continentali | Coppe continentali | Coppe continentali | Altre coppe | Altre coppe | Altre coppe | Totale | Totale |
| Stagione        | Squadra         | Comp            | Pres       | Reti       | Comp            | Pres            | Reti            | Comp               | Pres               | Reti               | Comp        | Pres        | Reti        | Pres   | Reti   |
| --------------- | --------------- | --------------- | ---------- | ---------- | --------------- | --------------- | --------------- | ------------------ | ------------------ | ------------------ | ----------- | ----------- | ----------- | ------ | ------ |
| 2021            | Plaza Colonia   | PD              | 0          | 0          | -               | -               | -               | CS                 | 0                  | 0                  | -           | -           | -           | 0      | 0      |
| 2022            | Peñarol         | PD              | 1          | 0          | CU              | 0               | 0               | CL                 | 0                  | 0                  | SU          | 0           | 0           | 1      | 0      |
| 2023            | Peñarol         | PD              | 24         | 0          | CU              | 1               | 0               | CS                 | 4                  | 0                  | -           | -           | -           | 29     | 0      |
| gen.-giu. 2024  | Real Oviedo     | SD              | 5          | 0          | CR              | -               | -               | -                  | -                  | -                  | -           | -           | -           | 5      | 0      |
| 2024-2025       | Mirandés        | SD              | 18         | 0          | CR              | 1               | 1               | -                  | -                  | -                  | -           | -           | -           | 19     | 1      |
| Totale carriera | Totale carriera | Totale carriera | 48         | 0          |                 | 2               | 0               |                    | 4                  | 0                  |             | -           | -           | 54     | 1      |

### Cronologia presenze e reti in nazionale
| Cronologia completa delle presenze e delle reti in nazionale ― Uruguay under 20 | Cronologia completa delle presenze e delle reti in nazionale ― Uruguay under 20 | Cronologia completa delle presenze e delle reti in nazionale ― Uruguay under 20 | Cronologia completa delle presenze e delle reti in nazionale ― Uruguay under 20 | Cronologia completa delle presenze e delle reti in nazionale ― Uruguay under 20 | Cronologia completa delle presenze e delle reti in nazionale ― Uruguay under 20 | Cronologia completa delle presenze e delle reti in nazionale ― Uruguay under 20 | Cronologia completa delle presenze e delle reti in nazionale ― Uruguay under 20 |
| Data                                                                            | Città                                                                           | In casa                                                                         | Risultato                                                                       | Ospiti                                                                          | Competizione                                                                    | Reti                                                                            | Note                                                                            |
| ------------------------------------------------------------------------------- | ------------------------------------------------------------------------------- | ------------------------------------------------------------------------------- | ------------------------------------------------------------------------------- | ------------------------------------------------------------------------------- | ------------------------------------------------------------------------------- | ------------------------------------------------------------------------------- | ------------------------------------------------------------------------------- |
| 22-5-2023                                                                       | La Plata                                                                        | Uruguay under 20                                                                | 4 – 0                                                                           | Iraq under 20                                                                   | Mondiali Under-20 2023 - Fase a gironi                                          | -                                                                               | 73’                                                                             |
| 25-5-2023                                                                       | La Plata                                                                        | Uruguay under 20                                                                | 2 – 3                                                                           | Inghilterra under 20                                                            | Mondiali Under-20 2023 - Fase a gironi                                          | -                                                                               | 86’                                                                             |
| 1-6-2023                                                                        | Santiago del Estero                                                             | Gambia under 20                                                                 | 0 – 1                                                                           | Uruguay under 20                                                                | Mondiali Under-20 2023 - Ottavi di finale                                       | -                                                                               | 90+3’                                                                           |
| 4-6-2023                                                                        | Santiago del Estero                                                             | Stati Uniti under 20                                                            | 0 – 2                                                                           | Uruguay under 20                                                                | Mondiali Under-20 2023 - Quarti di finale                                       | -                                                                               | 77’ 82’                                                                         |
| 8-6-2023                                                                        | La Plata                                                                        | Uruguay under 20                                                                | 1 – 0                                                                           | Israele under 20                                                                | Mondiali Under-20 2023 - Semifinale                                             | -                                                                               | 81’                                                                             |
| 11-6-2023                                                                       | La Plata                                                                        | Uruguay under 20                                                                | 1 – 0                                                                           | Italia under 20                                                                 | Mondiali Under-20 2023 - Finale                                                 | -                                                                               | 90+6’                                                                           |
| Totale                                                                          |                                                                                 | Presenze                                                                        | 6                                                                               |                                                                                 | Reti                                                                            | 0                                                                               |                                                                                 |

## Palmarès

### Club

#### Competizioni nazionali
- Torneo Apertura: 1

Plaza Colonia: 2021
- Supercopa Uruguaya: 1

Peñarol: 2022

#### Competizioni giovanili
- Coppa Libertadores Under-20: 1

Peñarol: 2022

### Nazionale
- Campionato mondiale Under-20: 1

Argentina 2023